# Kusmi Tea

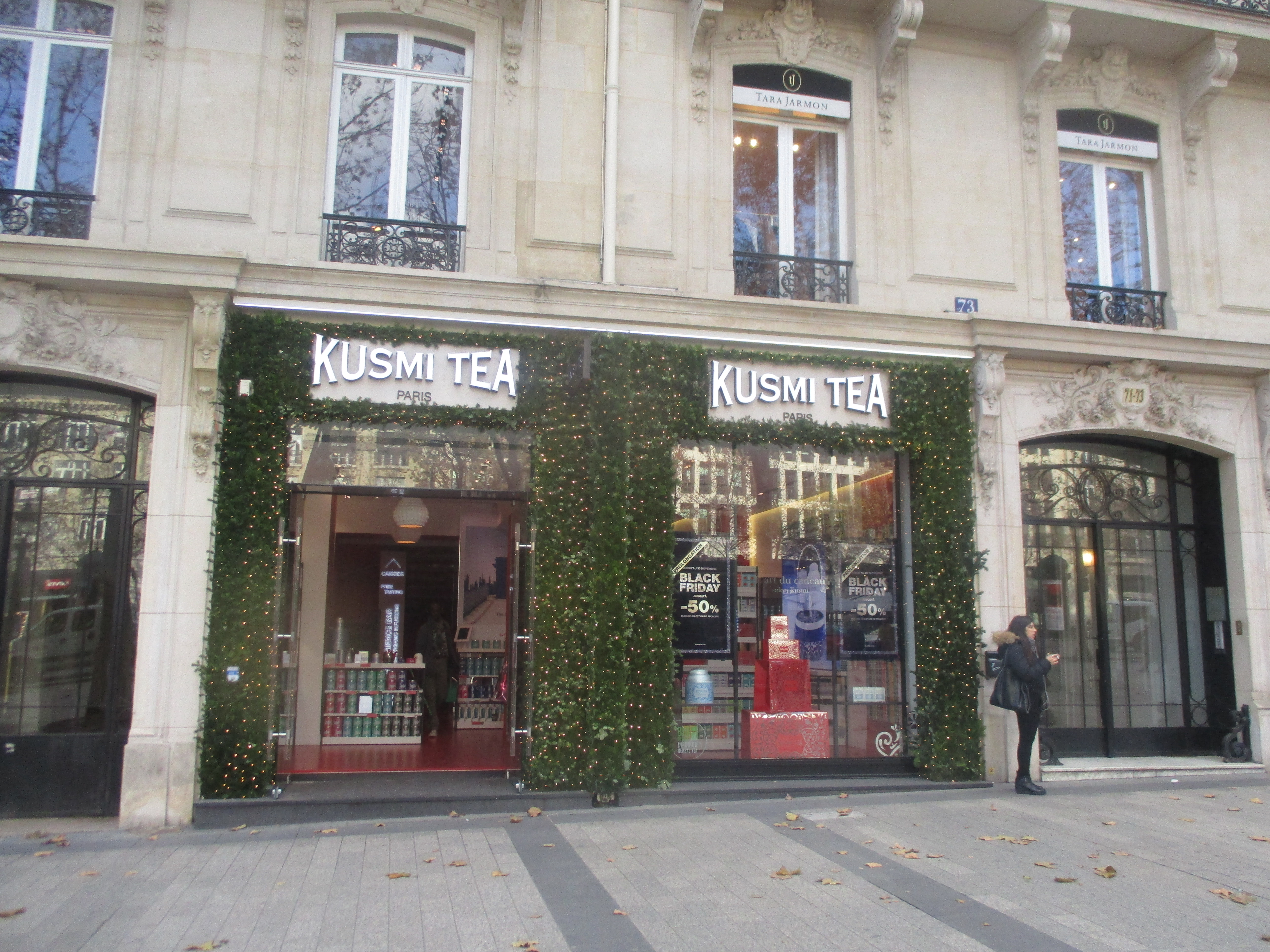
Kusmi Tea på Champs-Élysées

Kusmi Tea är ett företag som säljer te. Det grundades 1867 i St Petersburg i Ryssland av Pavel Michajlovitj Kuzmitjov, som blev berömd för sina teblandningar till den ryske Tsaren. Grundaren avled 1908 och rörelsen togs över av en av hans söner, Vjatjeslav. När den ryska revolutionen bröt ut 1917 flyttade man huvudkontoret till Paris.